# Verso bárbaro
Verso bárbaro, em uma composição poética, é o verso que apresenta mais de 12 sílabas poéticas.

## Estrutura
Presentes em raros poemas, geralmente em estrofes polimétricas, encontrados mais frequentemente em letras de músicas, embora ainda raros, os versos com mais de 12 sílabas são chamados genericamente de bárbaros, mas têm uma nomenclatura própria, mesmo que pouco utilizada e difundida.|

### Tridecassílabo
O verso bárbaro que tem 13 sílabas poéticas denomina-se tridecassílabo.
Exemplos
"Deus me fez um cara fraco, desdentado e feio

Pele e osso simplesmente, quase sem recheio

Mas se alguém me desafia e bota a mãe no meio

Dou pernada a três por quatro e nem me despenteio"

(Chico Buarque - "Partido Alto")
"Entrei na Rua Augusta a cento e vinte por hora

Botei a turma toda do passeio pra fora

Fiz curva em duas rodas sem usar a buzina

Parei a quatro dedos da vitrina"...

(Rua Augusta (canção de Hervé Cordovil))

### Tetradecassílabo
O verso bárbaro que apresenta 14 sílabas poéticas também é denominado tetradecassílabo. É o mais frequente entre os versos bárbaros para compor letras de música.
Exemplo
"Vieram me contar que você diz que não me quer

mas que você me tem a hora que você quiser,

que estou apaixonada e você tem pena de mim;

não ligo e só respondo que eu te amo mesmo assim."

(Martinha - "Eu te amo mesmo assim")
"Meu carro não tem breque, não tem luz, não tem buzina

Tem três carburadores, todos três envenenados

Só pára na subida quando acaba a gasolina

Só passa se tiver sinal fechado"...

(Hervé Cordovil - Rua Augusta)

### Pentadecassílabo
O verso bárbaro com 15 sílabas denomina-se pentadecassílabo.
Exemplo
"Eu não posso entender tanta gente aceitando a mentira

de que os sonhos desfazem aquilo que o padre falou,

porque, quando eu jurei meu amor, eu traí a mim mesmo."

(Raul Seixas - "Medo da chuva")

### Hexadecassílabo
O verso bárbaro com 16 sílabas denomina-se hexadecassílabo.
Exemplo
"Olho no céu e vejo uma nuvem branca que vai passando,

olho na terra e vejo uma multidão que vai caminhando.

Como essa nuvem branca, essa gente não sabe aonde vai.

Quem poderá dizer o caminho certo é você, meu Pai."

(Roberto Carlos - Jesus Cristo)

### Heptadecassílabo
Heptadecassílabo é o verso bárbaro que apresenta 17 sílabas poéticas.
Exemplo
"Saudade palavra triste quando se perde um grande amor

Na estrada longa da vida eu vou chorando a minha dor

Igual a uma borboleta vagando triste por sobre a flor

Teu nome sempre em meus lábios irei chamando por onde for."

(Herminio Giménez - "Meu primeiro amor")

### Octodecassílabo
O verso bárbaro que apresenta 18 sílabas poéticas chama-se octodecassílabo
Exemplo
"A vida passa, telefono e você já não me atende mais

Será que já não temos tempo nem coragem de dialogar?

Ainda ontem pela praia alguma coisa me lembrou você

E veio a noite, namorados se encontrando e eu estava só."

(Paulo Diniz - "Pingos de amor")

### Eneadecassílabo
O verso que apresenta 19 sílabas poéticas denomina-se eneadecassílabo.
Exemplo
"Quantos anos já vividos, revividos simplesmente por viver!

Quantos erros cometidos, tantas vezes repetidos por nós dois!"

(Ribamar Cury - "Aparências")